# Spéracèdes
Spéracèdes ist eine französische Gemeinde im Département Alpes-Maritimes in der Region Provence-Alpes-Côte d’Azur. Sie gehört zum Arrondissement Grasse und zum Kanton Grasse-1. Die Bewohner nennen sich Spéradèdois.

## Lage
Die Gemeinde liegt im Regionalen Naturpark Préalpes d’Azur. Die angrenzenden Gemeinden sind Saint-Vallier-de-Thiey im Norden, Cabris im Osten, Peymeinade im Südosten, Le Tignet im Südwesten und Saint-Cézaire-sur-Siagne.

## Weblinks

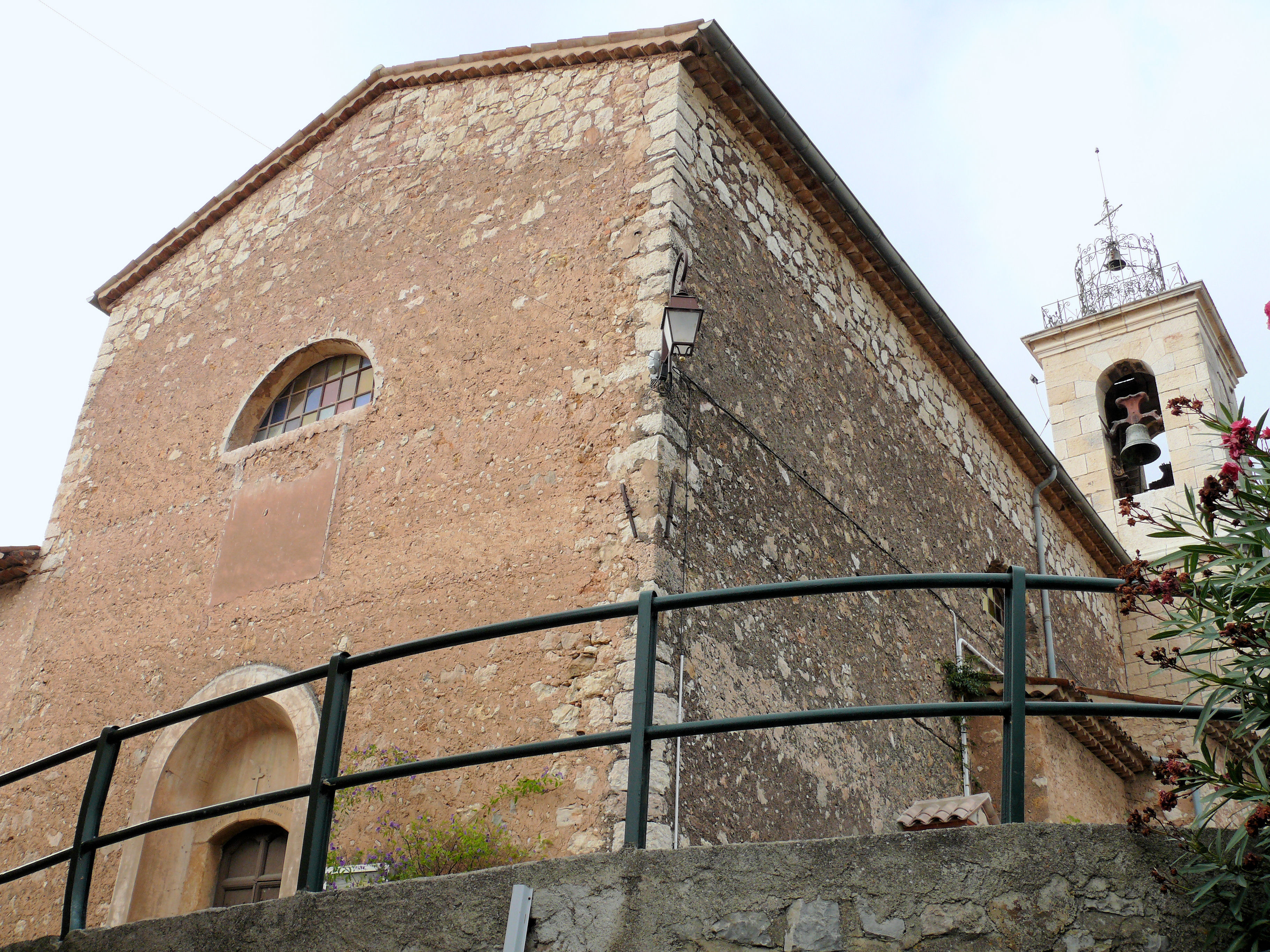
Die Kirche Saint-Casimir aus dem Jahr 1762

## Bevölkerungsentwicklung
| 1962 | 1968 | 1975 | 1982 | 1990 | 1999 | 2006 | 2017 |
| ---- | ---- | ---- | ---- | ---- | ---- | ---- | ---- |
| 440  | 531  | 674  | 764  | 1029 | 1095 | 1060 | 1264 |